# Мужун Хуан
Мужун Хуан (спрощ.: 慕容皝; кит. трад.: 慕容皝; піньїнь: Mùróng Huǎng; 297-348) — засновник і перший правитель Ранньої Янь періоду Шістнадцяти держав. Був проголошений імператором посмертно після того, як на престол зійшов його син Мужун Цзюнь і взяв собі імператорський титул.

## Життєпис
Його батько, Мужун Хуей, 289 року оголосив себе цзінським васалом. У той час північні цзінські землі страждали від постійних селянських повстань, через що багато місцевих жителів утекли на Ляодунський півострів, де володарював Мужун Хуей. Після того, як північні землі опинились під владою хуннських держав Ранньої та Пізньої Чжао, Мужун Хуей отримав титул «Ляодунського ґуна».
Батько доручав Мужун Хуану відповідальні військові завдання. 322 року він офіційно оголосив Мужун Хуана своїм спадкоємцем. 333 року Мужун Хуей помер, а Мужун Хуан проголосив себе «Ляодунським удільним ґуном». Після того почалась боротьба за владу між ним та його братами, що, зрештою, завершилась перемогою Мужун Хуана, який 337 року взяв собі титул «Янського князя», фактично проголосивши незалежність своєї держави. Того ж року визнав себе васалом Пізньої Чжао.
Невдовзі, однак, чжаоський правитель Ши Ху повернув свої війська проти Ранньої Янь. Впродовж 20 днів столиця Мужун Хуана, місто Цзічен, перебувало в облозі, після чого Пізня Чжао відступила. Янські сили переслідували військо, що відступало, завдаючи йому значних втрат. В результаті Рання Янь повернула під свій контроль втрачені міста, в тому числі й колишні дуанські землі. 341 року цзінський імператор Сима Янь офіційно надав йому титул «Янського князя». Того ж року Мужун Хуан переніс столицю до новозбудованого Лунчена.
348 року Мужун Хуан помер від травм, яких зазнав, упавши з коня. Престол по його смерті зайняв його син Мужун Цзюнь.

## Девіз правління
- Яньван (燕王) 337—348